# Vanntjärnen, Hälsingland
Vanntjärnen är en sjö i Bollnäs kommun i Hälsingland och ingår i Ljusnans huvudavrinningsområde.